# Towarzystwo Pomocy Głuchoniewidomym
Towarzystwo Pomocy Głuchoniewidomym – organizacja pożytku publicznego, niosąca pomoc osobom z jednoczesnym uszkodzeniem wzroku i słuchu. Istnieje od 1991 roku. Decyzją XV Walnego Zebrania Członków Towarzystwa Pomocy Głuchoniewidomym organizacja weszła w stan likwidacji 28 września 2019.
Siedziba Towarzystwa Pomocy Głuchoniewidomym mieściła się w Warszawie. Towarzystwo dysponowało siecią jednostek wojewódzkich i regionalnych w 14 miastach: w Białymstoku, Bydgoszczy, Bytomiu, Gdańsku, Krakowie, Lublinie, Łodzi, Międzyrzeczu, Olsztynie, Poznaniu, Radomiu, Szczecinie, Warszawie i Wrocławiu. Posiadało sekcję młodych, sekcja rodziców i opiekunów dzieci głuchoniewidomych oraz grupy wolontariackie (tłumaczy języka migowego, przewodników itp.) rady klubów i pełnomocników regionalnych.
Organizowało warsztaty, spotkania, turnieje szachowe, turnusy w Łucznicy, plenery rzeźbiarskie w Orońsku (arteterapia). Dofinansowywało zakup sprzętu dla głuchoniewidomych i pomagało w przeprowadzeniu badań okulistycznych i słuchu.
W 2006 Towarzystwo otrzymało nagrodę Roosevelta. Współpracowało z PFRON, władzami rządowymi i samorządowymi, amerykańską Fundacją Hilton – Perkins, Fundacją im. dr. Mariana Kantona, Fundacją „Wspólna Droga” z Warszawy, Fundacją „WARTA”, a także International Women's Group „IWG” z Warszawy.

## Działalność publikacyjna
TPG wydawało czasopisma „Dłonie i Słowo” oraz „Usłyszmy i Zobaczmy”, jak również publikacje książkowe:
Pisma i książki tyflologiczne
- Rowland Charity, Schweigert Philip: „Systemy symboli jednoznacznych”, 1995.
- Majewski Tadeusz: „Czy umiem pracować z głuchoniewidomymi”, 2002.
- Książek Małgorzata: „Dziecko głuchoniewidome od urodzenia”, 2003.
- Praca zbiorowa „Małymi krokami do wielkich celów”. W świecie osób głuchoniewidomych. TPG, Warszawa 2009[1]
- Marion Weisz – „Komunikacja z dziećmi z uszkodzeniem wzroku z dodatkowymi niepełnosprawnościami” – Sugestie dla rodziców. TPG, Warszawa 2010
- Joanna Wiśniewska – „Dziecko głuchoniewidome – i co dalej”. Podstawowe zagadnienia teoretyczne i praktyczny poradnik z zakresu wychowania i nauczania dziecka głuchoniewidomego od urodzenia. TPG, Warszawa  2011
- „Jestem głuchoniewidomy – pracuję” – opracowana w ramach projektu ulotka przeznaczona dla pracodawców, TPG, Warszawa 2011.
- „Osoby głuchoniewidome i praca. Szansa na nową jakość życia” – opracowana w ramach projektu broszura informacyjna dla lekarzy medycyny pracy oraz innych środowisk medycznych, TPG, Warszawa 2011.
- Monika Bartosiewicz-Niziołek: Wsparcie Osób Głuchoniewidomych Na Rynku Pracy – Podręcznik Dobrych Praktyk[2]
- Katarzyna Łuczak, Magdalena Tarnacka: „To tacy ludzie są na świecie? Formy wsparcia osób głuchoniewidomych”, 2011, ISBN 978-83-925442-9-6[3]
- Otwórz oczy, usłysz nas – naprawdę jesteśmy!, 2014[potrzebny przypis]

Rzeźba osób głuchoniewidomych:
- „Czy głuchoniewidomi mogą rzeźbić? Can the deafblind sculpt?”, 1995. (Katalog wystawy „Rzeźby osób głuchoniewidomych” w Centrum Sztuki Współczesnej)
- „Rzeźba głuchoniewidomych. Dokumentacja warsztatów ceramicznych organizowanych przez Towarzystwo Pomocy Głuchoniewidomym w Centrum Rzeźby Polskiej w Orońsku w latach 1997-2002”, 2003. (album)
- „Rzeźba głuchoniewidomych. The sculpture of the deafblind”, 2008. (Katalog wystawy w Teatrze Wielkim)

Towarzystwo opracowało Standardy Szkoleń i Egzaminu tłumaczy-przewodników osób głuchoniewidomych.